# Triángulo Elba-Weser

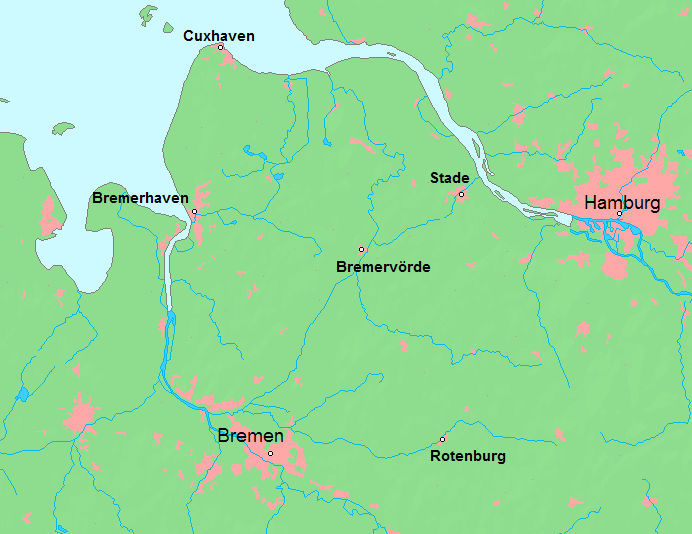
Mapa del triángulo Elba-Weser.

La llanura de marea del triángulo Elba-Weser (en alemán, Wattenmeer, Elbe - Weser - Dreieck es un humedal de importancia internacional, protegido por el Convenio de Ramsar, como sitio n.º 80. La región entre Bremen (Weser), Hamburgo (Elba) y Cuxhaven (estuario del mar del Norte) forma el triángulo Elba-Weser en Alemania septentrional. También se le llama, coloquialmente, como el Nasses Dreieck o "Triángulo húmedo". El triángulo Elba-Weser es una región geográfica e, histórica y políticamente, corresponde aproximadamente con el anterior territorio de Bremen-Verden y formó la mayor parte de la anterior provincia de Stade. Hoy el Triángulo Elba-Weser pertenece a la Baja Sajonia fuera de las fronteras de las ciudades hanseáticas. La Asociación regional de Stade (Landschaftsverband Stade) actúa dentro del Triángulo Elba-Weser.
Fue designado sitio Ramsar el 26 de febrero de 1976 53°50′N 008°24′E / 53.833, 8.400. La zona protegida abarca 38.460 ha. Forma parte del mar de Frisia, con amplias llanuras de marea, marismas salinas e islas. Es una zona importante para aves migratorias que se detienen aquí y también pasan el invierno, algunas de ellas también crían aquí. La caza está muy controlada. Predomina la investigación ecológica y geológica. La isla Knechtsand está siendo lentamente erosionada por el mar.
Se divide políticamente entre el estado de Baja Sajonia (Cuxhaven, Stade, Osterholz, Rotemburgo parcialmente, y Verden también parcialmente), las ciudades hanseáticas de Bremen (con el puerto principal, Bremer y Bremerhaven) y la de Hamburgo (pequeñas partes).